# ISO 3166-2:CD
ISO 3166-2:CD è uno standard ISO che definisce i codici geografici delle suddivisioni della Repubblica Democratica del Congo; è un sottogruppo dello standard ISO 3166-2.
I codici sono assegnati alle 25 province istituite dopo la riforma del 2006 e alla capitale Kinshasa; sono formati da CD- (sigla ISO 3166-1 alpha-2 dello stato), seguito da due lettere.

## Codici
| Codice | Suddivisione    | Tipo      |
| ------ | --------------- | --------- |
| CD-KN  | Kinshasa        | città     |
| CD-HK  | Alto Katanga    | provincia |
| CD-HL  | Alto Lomami     | provincia |
| CD-HU  | Alto Uele       | provincia |
| CD-BU  | Basso Uele      | provincia |
| CD-BC  | Congo Centrale  | provincia |
| CD-EQ  | Equatore        | provincia |
| CD-IT  | Ituri           | provincia |
| CD-KS  | Kasai           | provincia |
| CD-KC  | Kasai Centrale  | provincia |
| CD-KE  | Kasai Orientale | provincia |
| CD-NK  | Kivu Nord       | provincia |
| CD-SK  | Kivu Sud        | provincia |
| CD-KG  | Kwango          | provincia |
| CD-KL  | Kwilu           | provincia |
| CD-LO  | Lomami          | provincia |
| CD-LU  | Lualaba         | provincia |
| CD-MN  | Mai-Ndombe      | provincia |
| CD-MA  | Maniema         | provincia |
| CD-MO  | Mongala         | provincia |
| CD-NU  | Nord Ubangi     | provincia |
| CD-SA  | Sankuru         | provincia |
| CD-SU  | Sud Ubangi      | provincia |
| CD-TA  | Tanganyika      | provincia |
| CD-TO  | Tshopo          | provincia |
| CD-TU  | Tshuapa         | provincia |